# Бле (Шер)
Бле (фр. Blet) је насељено место у Француској у региону Центар, у департману Шер.
По подацима из 2011. године у општини је живело 651 становника, а густина насељености је износила 21,64 становника/km².

## Демографија
| 1962. | 1968. | 1975. | 1982. | 1990. | 2011. |
| ----- | ----- | ----- | ----- | ----- | ----- |
| 817   | 730   | 749   | 713   | 689   | 651   |